# Håkan Mild
Stig Håkan Mild (n. 14 iunie 1971, Trollhättan, Västra Götaland) este un fost fotbalist suedez. A făcut parte din echipa națională a Suediei cu care a ocupat locul 3 la Campionatul Mondial de Fotbal din 1994.